# 埃塞尔博尔德 (威塞克斯)
埃塞尔博尔德（831年—860年12月20日）是威塞克斯国王埃塞尔伍尔夫和其第一任妻子奥斯伯赫所生的五个儿子中的次子，858年—860年为威塞克斯的国王。850年，埃塞爾博爾德的哥哥埃塞爾斯坦在英格蘭歷史上第一次有記載的海戰中擊敗維京人，但後來便沒有他的記載，他可能死於850年代初。第二年，埃塞爾伍爾夫和埃塞爾博爾德在阿克利亞戰役中再次擊敗維京人。855年，埃塞爾伍爾夫前往羅馬朝聖，並任命埃塞爾博爾德為威塞克斯國王，而三子埃塞爾伯特成為肯特國王，肯特王國在30年前被威塞克斯征服。
在從羅馬回來的路上，埃塞爾沃夫與法蘭克國王禿頭查理的口宮廷住了幾個月，他迎娶法蘭克國王12歲的女兒朱迪思。當他於856年回到英格蘭時，埃塞爾博爾德拒絕放棄王位。大多數歷史學家認為，埃塞爾博爾德繼續擔任威塞克斯國王，而埃塞爾伯特將肯特拱手讓給他的父親，但也有人認為威塞克斯本身是分裂的，埃塞爾博爾德統治西部，他的父親統治東部，而埃塞爾伯特則保留了肯特郡。858年埃塞尔伍尔夫去世後，埃塞尔博尔德繼續擔任（或再次成為）威塞克斯國王，他的三弟恢復（或繼續）他的肯特王位。
埃塞爾博爾德娶了他的繼母朱迪思。他最小的兄弟阿爾弗雷德大帝的傳記作者阿塞爾（Asser）譴責這種結合“違反上帝的禁令和基督徒的尊嚴，也違背了所有異教徒的習俗”，但婚姻似乎並未受到譴責當時。埃塞爾博爾德和埃塞爾伯特似乎關係很好：當埃塞尔博尔德於860年去世時，埃塞爾伯特成為威塞克斯和肯特的國王，他們再也沒有分裂。